# Sarsfield Creek
Sarsfield Creek är ett vattendrag i Kanada.   Det ligger i provinsen Ontario, i den sydöstra delen av landet, 500 km nordväst om huvudstaden Ottawa. Sarsfield Creek ligger vid sjön Girard Lake.
I omgivningarna runt Sarsfield Creek växer i huvudsak blandskog. Trakten runt Sarsfield Creek är nära nog obefolkad, med mindre än två invånare per kvadratkilometer.